# Томко, Йозеф
Йозеф Томко (словац. Jozef Tomko; 11 марта 1924, Удавске, Чехословакия — 8 августа 2022, Рим, Италия) — словацкий куриальный кардинал. Титулярный архиепископ Доклеи с 12 июля 1979 по 25 мая 1985. Генеральный секретарь Всемирного Синода епископов Римско-католической церкви с 12 июля 1979 по 24 апреля 1985. Пропрефект Конгрегации Евангелизации народов с 24 апреля по 27 мая 1985. Префект Конгрегации Евангелизации народов и великий канцлер Папского Урбанианского университета с 27 мая 1985 по 9 апреля 2001. Председатель Папского Комитета по международным евхаристическим конгрессам с 23 октября 2001 по 1 октября 2007. Кардинал-дьякон с титулярной диаконией Джезу-Буон-Пасторе-алла-Монтальола с 25 мая 1985 по 29 января 1996. Кардинал-священник с титулом церкви Санта-Сабина с 29 января 1996.

## Ранняя жизнь и образование
Йозеф Томко родился 11 марта 1924 года в деревушке Удавске недалеко от городка Гуменне, в Чехословакии (современная Словакия). Он учился на теологическом факультете Братиславы, и затем путешествовал в Рим, чтобы учиться в Папском Латеранском Athenaeum и Папском Григорианском университете, где он получил свои докторантуры в богословии, каноническом праве и социальных науках.

## Священник
Томко был рукоположён в священника 12 марта 1949 года, рукоположение провёл Луиджи Тралья — титулярный архиепископ Чезареи ди Палестины, наместник Рима. Пастырская работа в Риме и Порто и Санта-Руфина в 1950—1979 годах. С 1950 года по 1965 год, он служил вице-ректором, а более позднее ректором Папской Nepomucenum Коллегии. Он также преподавал в Международном университете Pro Deo с 1955 года до 1956 года. Томко был возведён в ранг Тайного внештатного камергера 5 декабря 1959 года и 3 августа 1963 года, и поступил на службу Римской Курии в 1962 году в качестве помощника в секции запрещенных книг Священной Конгрегации Священной Канцелярии. В отношении более снисходительных мер, принятых против диссидентских богословов, он когда-то отметил, «электрический стул и газовая камера — не больше».
Монсеньор Томко стал почётным прелатом Его Святейшества 17 июня 1970 года и профессором в своей alma mater Папском Григорианском университете в течение этого самого года. В дополнение к своим академическим обязанностям, он был назначен заместителем секретаря Священной Конгрегации по делам епископов в 1974 году. Он также был соучредителем религиозного журнала Института Святых Кирилла и Мефодия в Риме.

## Епископ
12 июля 1979 года, Томко был назначен генеральным секретарём Всемирного Синода епископов и титулярным архиепископом Доклеи папой римским Иоанном Павлом II. Его епископскую ординацию, в Сикстинской капелле, провёл 15 сентября 1979 года непосредственно Иоанн Павел II, которому помогали в сослужении Эдуардо Мартинес Сомало — титулярный архиепископ Тагасте, заместитель Государственного Секретаря Святого Престола и Эндрю Грегори Грутка — епископ Гари, США. Позднее, 24 апреля 1985 года, Томко был назначен пропрефектом Конгрегации Евангелизации Народов.

## Кардинал

### Префект Конгрегации
Иоанн Павел II возвел его в кардиналы-дьяконы с титулярной диаконией Джезу-Буон-Пасторе-алла-Монтальола на консистории от 25 мая 1985 года. 27 мая Томко был повышен, чтобы стать полным префектом конгрегации (глава ведомства, однажды, стал известен как «красный папа» по степени своего влияния) и таким образом Великим Канцлером Папского Урбанианского университета. В период своего срока пребывания кардинал стал близким доверенным лицом папы Иоанна Павла II, и служил специальным папским легатом на нескольких религиозных празднованиях и событиях во множестве различных стран. Он был назван членом предсинодального Совета для специального Синода азиатских епископов в сентябре 1995 года. После десяти лет постоянного пребывания в сане кардинала-дьякона, он был возведён в сан кардинала-священника (с титулом титулярной церкви Санта-Сабина) 29 января 1996 года.

### Председатель Папского Комитета по международным евхаристическим конгрессам
23 октября 2001 года Томко был назначен председателем Папского Комитета по международным евхаристическим конгрессам, завершая свой длинный шестнадцатилетний срок пребывания на посту префекта Конгрегации евангелизации народов. На этом посту он возглавлял делегацию Святого Престола на межрелигиозном конгрессе в Астане, Казахстане, с 23 сентября по 24 сентября 2003 года. Он потерял право участвовать в любых будущих папских Конклавах после достижения им восьмидесятилетнего возраста 11 марта 2004 года.

### После смерти Иоанна Павла II
По смерти Иоанна Павла II 2 апреля 2005 года, Томко и все главные должностные лица Ватикана, в соответствии с традицией, автоматически потеряли свои посты в период Sede Vacante. Позднее, 21 апреля, Томко был повторно утверждён председателем Папского комитета по международным евхаристическим конгрессам папой Римским Бенедиктом XVI. Кардинал Томко покинул свой пост председателя 1 октября 2007 года.
Папа Бенедикт XVI создал комиссию кардиналов для расследования последних утечек скрытых и конфиденциальных документов на телевидение, в газеты и в другие средства массовой информации. Он впервые встретился с членами комиссии во вторник, 24 апреля 2012 года. Председателем комиссии являлся кардинал Эрранс Касадо, другими членами комиссии стали кардиналы Томко и Сальваторе Де Джорджи.
Скончался Й. Томко в Риме 8 августа 2022 года.

## Награды
- Орден Двойного белого креста 1 класса (1995)
- Крест Президента Словацкой Республики I степени (28 октября 2002 года)[8]
- Почётный гражданин Братиславы (18 ноября 2009 года)[9]
- Государственная премия имени Йозефа Милослава Гурбана (1 сентября 2022 года, посмертно)[10]